# I Am the Walrus
"I Am the Walrus" é uma canção dos Beatles composta por John Lennon, creditada a dupla Lennon-McCartney, e lançada no álbum Magical Mystery Tour de 1967. A gravação teve início em 5 de setembro de 1967, e concluída em 29 de setembro de 1967. Dura 4’36”. Sua gravação inicia o projeto "Magical Mystery Tour" que renderia um filme e um Extended Play (compacto duplo), mais tarde convertido em um álbum homônimo.
No dia 24 de novembro de 1967, foi lançado como lado B do compacto simples que tinha  "Hello, Goodbye"  como lado A . Este lançamento alcançou o primeiro posto do Top Ten na Inglaterra e nos Estados Unidos. No dia 8 de dezembro de 1967 é lançada no formato EP (extended play), junto com outras músicas do filme.

## A criação
John Lennon escreveu parte da letra, segundo ele, em duas distintas "viagens" de ingestão de drogas. Alguns versos foram escritos após John Lennon ler que um professor  de sua antiga escola, Quarry Bank Grammar School, estava utilizando as letras das músicas dos Beatles para as aulas de inglês. Então ele escreveu alguns versos totalmente sem sentido para confundir os que fossem utilizar esta canção para análise.
A música é a junção de três diferentes canções que John resolveu fundir em uma. A primeira, é inspirada em uma sirene de ambulância: "I-am-he as you-are-he,  "Mis-ter cit-y police-man" . A segunda, inicia-se no verso:"Sitting in a english garden...". A terceira, é a mistura da letra que ele escreveu para confundir os gramáticos.
A letra é, como um todo, sem sentido. Inúmeras interpretações vem sendo dadas ao longo dos anos para entendê-la.
O título da música, em tradução livre é "Eu sou a morsa"

## A gravação
No dia 5 de setembro é realizada a gravação da base que orientaria o restante da música. No dia 6 de setembro, John Lennon grava a sua voz. Esta gravação base com a voz de John está contida no CD Anthology 2. A orquestra foi adicionada no dia 27 de setembro, junto com as vozes dos cantores de Mike Sammes, que fazem os "ho-ho-ho", "ha-ha-ha", "Oompah-Oompah", "got one, got one". No dia 29 de setembro, John Lennon sintoniza aleatoriamente a rádio BBC de Londres e grava a audição de uma peça de Shakespeare, Rei Lear, ato quatro, cena seis, e a inclui na gravação.
Após o  verso :"Sitting in a english garden.....standing in the English rain", dentro do refrão que se segue "I am the eggman...",  ouve-se o seguinte diálogo da peça:
| “ | Now, good sir, what are you? A most poor man, made tame by fortune's blows. | ” |

No final, ouve-se  outro diálogo da peça (transcrito abaixo) que finaliza junto com a música.
| “ | —Take my purse: if ever thou will thrive, bury my body, and give the letters which thou find’st about me to Edmund Earl of Gloster; seek him out upon the British party. —Oh untimely death. —I know thee well: a serviceable villain: as duteous to the vices of my mistress, as badness would desire. —What, is he dead? —Sit you down, father; rest you. | ” |

## Vídeo da música
Extraída do filme Magical Mystery Tour o "clip" da música mostra a banda, ora com roupas de estilo psicodélico coloridíssimas ora vestidos de animais ( entre eles a morsa walrus) tocando a música. Em volta deles diversas citações da música aparecem: os eggman "homens-ovos" que são simplesmente pessoas vestidas de branco e com chapéus em forma de ovo, agentes da polícia entre outros.
É curioso notar que no final do vídeo um dos "eggmen" têm um bigode parecido com o de Hitler, John tinha tentado pôr Hitler na capa do LP Sgt. Pepper's Lonely Hearts Club Band mas tanto o produtor George Martin quanto o empresário Brian Epstein se recusaram á colocá-lo. A aparição desse Hitler no vídeo não causou no entanto nenhum escandalo.
Além de estar no filme Magical Mistery Tour esse vídeo musical também está dísponível na coletánea e documentário Anthology.

## Os músicos
- John Lennon: vocal, mellotron e piano elétrico
- George Harrison: guitarra
- Paul McCartney: baixo e pandeirola
- Ringo Starr: bateria.

Com arranjos de George Martin, uma orquestra participa  com os seguintes instrumentos: 8 violinos , 6 violoncelos,  uma clarineta e 3  trompas. Para as de vozes, foi chamado o conjunto vocal Mike Sammes Singers, muito famoso na Inglaterra, e que contribuiu com oito vozes masculinas e oito vozes femininas.
Em 1998 a música foi gravada com Jim Carrey como cantor para o álbum In My Life produzido pelo produtor dos Beatles, George Martin.

## Menções
- Lucy in the Sky with Diamonds em "See how they fly like Lucy in the Sky"
- Torre Eiffel em "Climbing up the Eiffel Tower"
- Hare Krishna em "Singing Hare Krishna"
- Edgar Allan Poe em "Kicking Edgar Allan Poe"